# Chercheur d'héritiers
 (avril 2017).
Si vous disposez d'ouvrages ou d'articles de référence ou si vous connaissez des sites web de qualité traitant du thème abordé ici, merci de compléter l'article en donnant les références utiles à sa vérifiabilité et en les liant à la section « Notes et références ».
Chercheur d'héritiers est une série télévisée créée par Olivier Langlois en 1995 et diffusée sur France 3 à partir du 14 février 1998. Chaque téléfilm est inspiré par le métier de généalogiste successoral.

## Épisodes
1. Hélène ou Eugénie ?[1]d'Olivier Langlois - 14/02/1998 - 92min
2. Un frère à tout prix d'Olivier Langlois  - 08/01/2000- 86min
3. Bonjour Philippine d'Olivier Langlois - 11/03/2000- 90min
4. Une carte postale de Rome de Williams Crépin - 28/10/2000- 92min
5. La Maison du pendu de Patrice Martineau - 16/06/2001- 93min

## Synopsis
Christian Coulange, un riche industriel meurt dans un accident de la route après avoir reçu une lettre mystérieuse. Le jour de son incinération, une jeune fille de 18 ans, Eugénie se présente comme sa fille, qu'il aurait eue d'un premier mariage. Exigeant sa part d'héritage, Loïc Janvier, détective privé et «chercheur d'héritiers», est alors engagé pour vérifier les dires d'Eugénie.

## Distribution
Acteurs récurrents
- Philippe Volter - Loïc Janvier
- Bernadette Lafont - Solange
- Christophe Hémon - David Janvier

Acteurs invités
- Catherine Jacob - Véronique Coulange (épisode 1)
- Kathie Kriegel - Christine Léandri (épisode 1)
- Francis Renaud - Cédric (épisode 1)
- Jocelyne Desverchère - Pauline (épisode 2)
- Franck Gourlat - Philippe (épisode 2)
- Christian Charmetant - Franck Hartois (épisode 2)
- Isabel Otero - Judith (épisode 3)
- Danièle Lebrun - Françoise Garmont (épisode 3)
- Stéphane Jobert - Pierre Bardot (épisode 3)
- Ginette Garcin - Manou (épisode 4)
- Nicolas Berger-Vachon - Julien Demange (épisode 4)
- Edgar Givry - Le docteur Meunier (épisode 4)
- Urbain Cancelier - Marcel (épisode 4)
- Jacques Boudet - François Guyon (épisode 5)
- Sabine Haudepin - Audrey Perrin (épisode 5)
- Dora Doll - Madame Garde (épisode 5)
- Pascale Pouzadoux - Isabelle (épisode 5)
- Antoine Coesens - Le père de Romain (épisode 5)

## Fiche technique
- Série de 5 épisodes [2]
- Durée : 90 minutes environ par épisode